# Bussy-le-Repos (Marne)
Bussy-le-Repos is een gemeente in het Franse departement Marne (regio Grand Est) en telt 119 inwoners (2009). De plaats maakt deel uit van het arrondissement Vitry-le-François.

## Geografie
De oppervlakte van Bussy-le-Repos bedraagt 21,3 km², de bevolkingsdichtheid is dus 5,6 inwoners per km².
De onderstaande kaart toont de ligging van Bussy-le-Repos (Marne) met de belangrijkste infrastructuur en aangrenzende gemeenten.

## Demografie
Onderstaande figuur toont het verloop van het inwonertal (bron: INSEE-tellingen).